# 瓦尔珀
瓦尔珀是德国下萨克森州的一个市镇。总面积20.11平方公里，总人口799人，其中男性411人，女性388人（2011年12月31日），人口密度40人/平方公里。